# Galagos
Die Galagos (Galagonidae oder Galagidae), auch Buschbabys genannt, sind eine Primatenfamilie aus der Gruppe der Feuchtnasenaffen (früher den „Halbaffen“ zugerechnet). Es sind kleine, nachtaktive Primaten, die sich vorwiegend auf Bäumen aufhalten. Die Familie umfasst rund 20 Arten, die allesamt in Afrika beheimatet sind.

## Merkmale

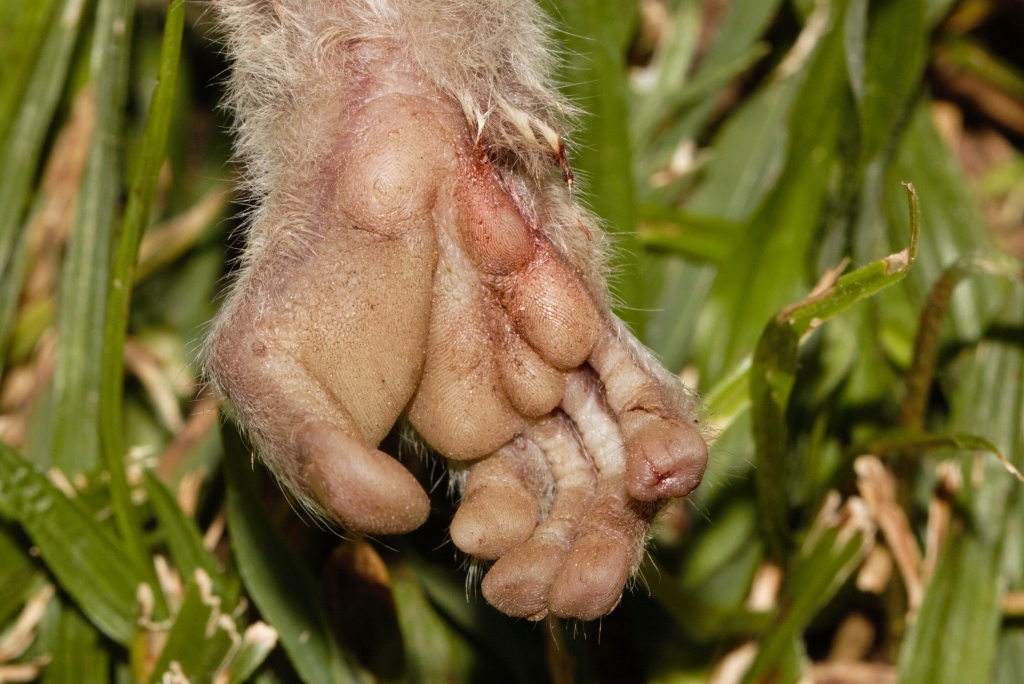
Fuß des Moholi-Galagos

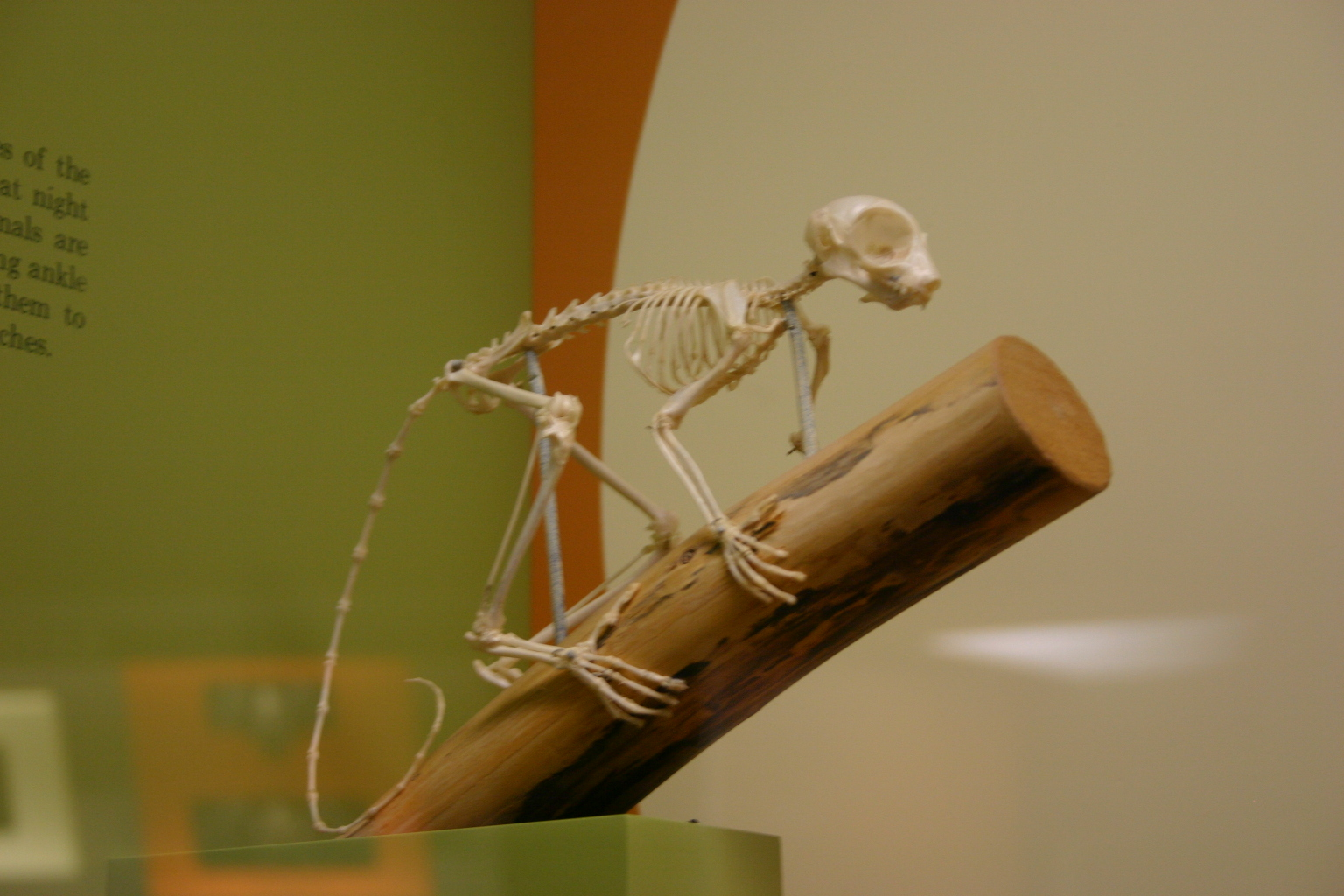
Skelett eines Galagos: auffällig sind die großen Augenhöhlen und die verlängerten Fußwurzeln.

Galagos sind relativ kleine Primaten. Die größten Vertreter sind die Riesengalagos mit 0,6 bis 2 Kilogramm, die übrigen Arten erreichen zwischen 0,05 und 0,4 Kilogramm. Die Kopf-Rumpf-Länge beträgt 7 bis 40 Zentimeter und die Schwanzlänge 11 bis 55 Zentimeter. Der Schwanz ist stets länger als der Rumpf; er ist bei einigen Vertretern ausgesprochen buschig. Die Hinterbeine sind länger als die Vorderbeine, charakteristisch sind die stark verlängerten Fußwurzeln. Alle Finger und Zehen enden in Nägeln mit Ausnahme der zweiten Zehe, die wie bei allen Feuchtnasenaffen eine Putzkralle aufweist. Der zweite Finger ist verkürzt, wenn auch in geringerem Ausmaß als bei den Loris, ihren nächsten Verwandten.
Das Fell der Galagos ist weich und wollig. Es ist in unauffälligen, glanzlosen Braun- oder Grautönen gehalten, wobei die Unterseite etwas heller ist.
Der Kopf der Galagos ist durch die vergrößerten Augen und Ohren charakterisiert. Die Vergrößerung der Augen stellt eine Anpassung an die nachtaktive Lebensweise dar, die Augenhöhlen sind leicht nach außen gedreht. Die Ohren sind mit mehreren Querrillen versehen und können unabhängig voneinander eingeklappt werden. Die Zahnformel lautet I2/2-C1/1-P3/3-M3/3, insgesamt also 36 Zähne. Wie bei den meisten Feuchtnasenaffen bilden die unteren Schneide- und Eckzähne einen nach vorne gerichteten Zahnkamm.

## Verbreitung und Lebensraum
Galagos sind in Afrika südlich der Sahara beheimatet, ihr Verbreitungsgebiet erstreckt sich von Senegal und Äthiopien bis in das nördliche Südafrika. Auf Madagaskar fehlen sie allerdings. Lebensraum dieser Tiere sind baumbestandene Gebiete, neben Regenwaldbewohnern gibt es auch Arten, die mit trockeneren Habitaten wie Savannen zurechtkommen. Einige Arten sind an die Nähe des Menschen gewöhnt und leben auch in Parks und Gärten.

## Lebensweise

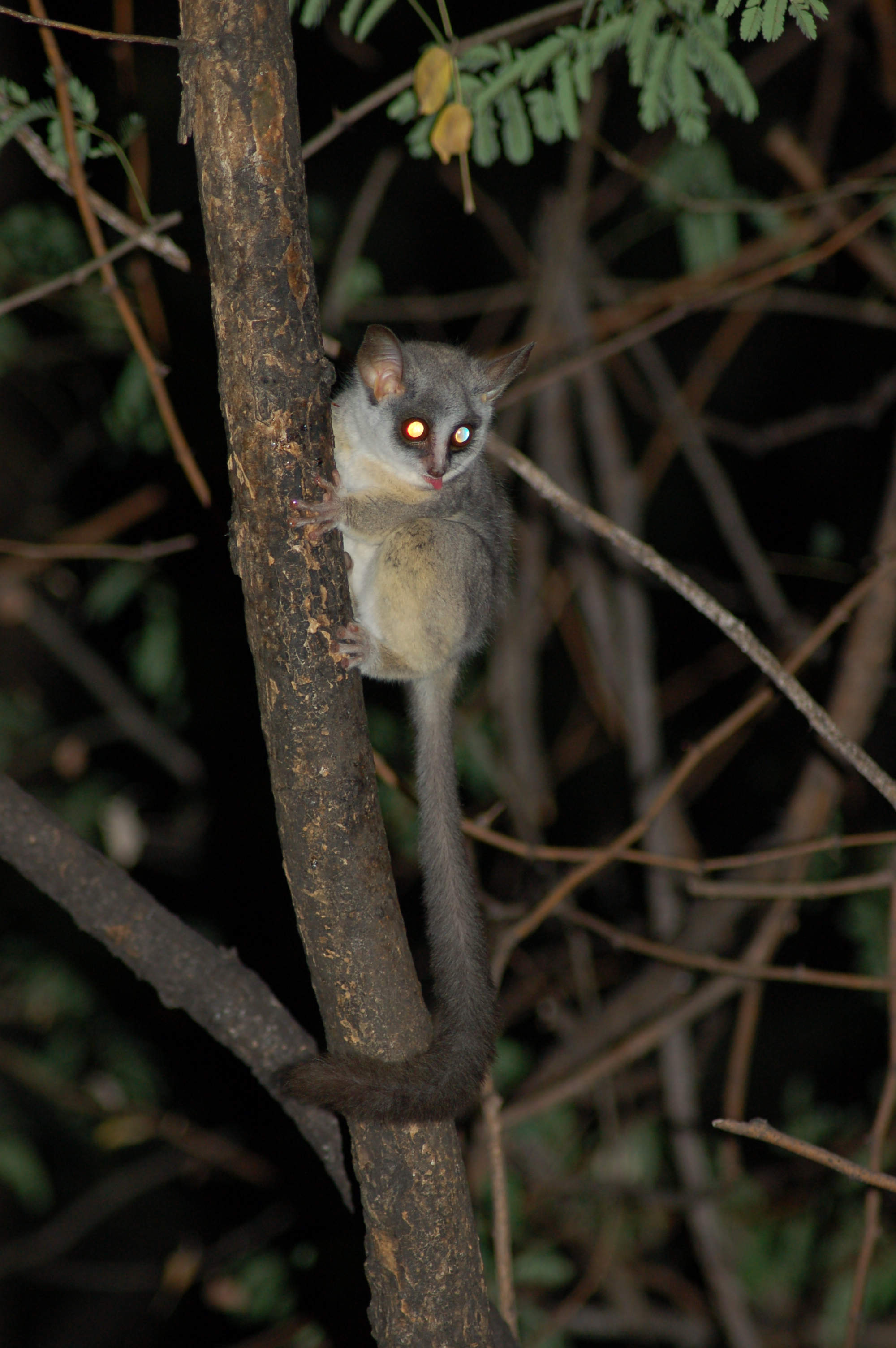
Galagos sind nachtaktive Baumbewohner

Galagos sind nachtaktiv, tagsüber schlafen sie in Blätternestern oder in Baumhöhlen. In der Nacht gehen sie auf Nahrungssuche, dabei halten sie sich vorwiegend in den Bäumen auf. Ihre Bewegungen sind schnell und geschickt. Einige Arten sind an eine senkrecht kletternde und springende Lebensweise angepasst, andere bewegen sich eher auf allen vieren laufend und hüpfend fort.
Das Sozialverhalten ist variabel und bei vielen Arten wenig erforscht. Meist gehen Galagos allein auf Nahrungssuche, schlafen aber manchmal mit Artgenossen in einem gemeinsamen Lager. Viele Arten sind territorial, häufig urinieren sie auf ihre Hände und markieren beim Klettern dadurch ihr Streifgebiet. Männchen sind gegenüber anderen Männchen häufig aggressiv, das Revier eines Männchens kann aber mit dem mehrerer Weibchen überlappen. Es gibt auch Arten, die in kleinen Gruppen leben.
Ihre Bezeichnung „Buschbabys“ verdanken sie ihren säuglingsartigen Schreien, mit denen sie andere Tiere auf ihr Territorium aufmerksam machen.

## Nahrung
Die Nahrung der Galagos besteht vorwiegend aus Insekten, Früchten und Baumsäften. Baumsäfte spielen vor allem in Zeiten des Früchtemangels eine wichtige Rolle, die Kielnagelgalagos sind dank spezialisierter Fingernägel und Zähne speziell an diese Nahrung angepasst. Es gibt jedoch auch Arten, die sich fast ausschließlich von Insekten oder Früchten ernähren. Die Zusammensetzung der Nahrung variiert nicht nur zwischen den Arten, auch innerhalb einer Art kann es je nach Lebensraum oder Jahreszeit starke Unterschiede in der Ernährung geben.

## Fortpflanzung
Ein- oder zweimal im Jahr bringt das Weibchen nach einer rund 110- bis 140-tägigen Tragzeit ein bis drei Jungtiere zur Welt. Häufig errichtet die Mutter für die Geburt und die ersten Lebenswochen ein eigenes Blätternest, bei Ortswechseln trägt sie die Jungen oft im Maul. Nach rund zwei bis fünf Monaten werden sie entwöhnt und mit einem bis zwei Jahren geschlechtsreif. Tiere in menschlicher Gefangenschaft können ein Alter von über 18 Jahren erreichen, in der freien Natur ist die Lebenserwartung wohl geringer und dürfte selten acht Jahre übersteigen.

## Parasiten
Typische Ektoparasiten der Galagos sind Tierläuse der Gattung Lemurphthirus, die nur bei dieser Säugetierfamilie auftreten.

## Gefährdung
Galagos sind gebietsweise sehr häufig und weniger gefährdet als andere afrikanische Primatenarten. Sie sind relativ anpassungsfähig und kommen auch mit offenen Lebensräumen zurecht, darüber hinaus werden sie wegen ihrer kleinen Ausmaße kaum bejagt. Viele Arten sind laut IUCN nicht gefährdet, es gibt aber auch bedrohte Vertreter wie beispielsweise den Rondo-Galago und den Allen-Galago.

## Systematik

### Äußere Systematik
Die nächsten Verwandten der Galagos sind die Loris, gemeinsam mit diesen bilden sie die Loriartigen (Lorisiformes). Loriartige und Lemuren werden als Feuchtnasenaffen zusammengefasst. Zwar teilen Galagos einige Merkmale mit den Koboldmakis wie die vergrößerten Augen und die verlängerten Fußwurzeln, diese Ähnlichkeit ist aber Ergebnis konvergenter Evolution und kein Anzeichen für eine nahe Verwandtschaft.
Als frühe fossile Arten werden Saharagalago misrensis und (trotz der irritierenden Gattungsbezeichnung) Wadilemur elegans den Galagos zugeschrieben.

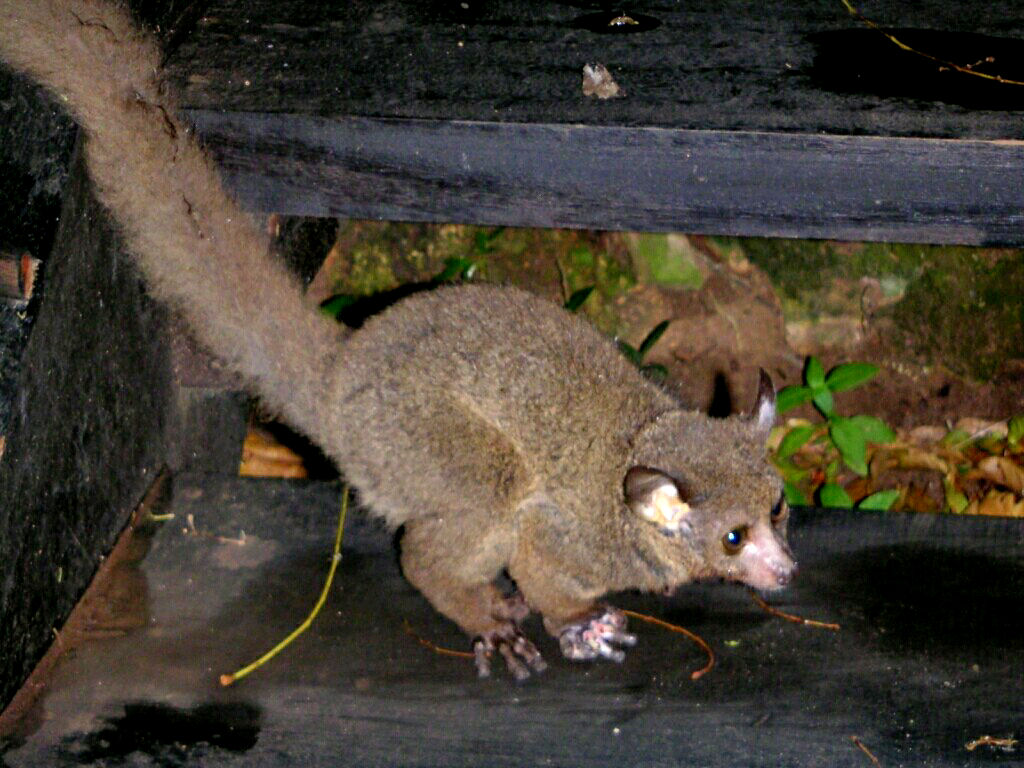
Großohr-Riesengalago (Otolemur crassicaudatus)

### Innere Systematik
Viele Arten sind bei ihrer Fellfärbung und bei ihren Ausmaßen sehr variabel, zudem kommen in einigen Gebieten mehrere Arten sympatrisch vor. Dadurch ist allein nach dem Äußeren oder dem Verbreitungsgebiet eine Artbestimmung oft nicht möglich. Zur Identifikation der Arten werden Unterschiede in den Lauten oder in der Morphologie des Penis, aber auch genetische Untersuchungen herangezogen. Vielfach ist aber das genaue Verbreitungsgebiet einiger Arten oder die Artenanzahl umstritten.
Heute werden sechs Gattungen mit insgesamt 20 Arten unterschieden:
- Die Gewöhnlichen Galagos (Galago) fassen die kleineren und mittleren Vertreter zusammen.
  - Somalia-Galago (Galago gallarum)
  - Brillengalago (Galago matschiei)
  - Moholi-Galago oder Südlicher Galago (Galago moholi)
  - Senegal-Galago oder Nördlicher Galago (Galago senegalensis)
- Die Zwerggalagos (Galagoides) umfassen drei kleine, westafrikanische Vertreter dieser Familie.
  - Demidoff-Galago (Galagoides demidoff)
  - Thomas-Galago (Galagoides thomasi)
  - Angola-Zwerggalago (Galagoides kumbirensis)
- Die Kielnagelgalagos (Euoticus) sind nach ihren speziell geformten Nägeln benannt.
  - Nördlicher Kielnagelgalago (Euoticus pallidus)
  - Südlicher Kielnagelgalago (Euoticus elegantulus)
- Die Riesengalagos (Otolemur) sind durch den buschigen Schwanz gekennzeichnet, sie sind die größten Galagos.
  - Großohr-Riesengalago (Otolemur crassicaudatus) mit der Unterart Silberner Riesengalago (O. crassicaudatus monteiri)
  - Kleinohr-Riesengalago oder Nördlicher Riesengalago (Otolemur garnettii)
- Die Gattung Paragalago umfasst fünf kleine oder mittelgroße, ostafrikanische Vertreter.
  - Diani-Galago (Paragalago cocos)
  - Grant-Galago (Paragalago granti)
  - Berggalago (Paragalago orinus)
  - Rondo-Galago (Paragalago rondoensis)
  - Sansibar-Galago (Paragalago zanzibaricus)
- Die Eichhörnchen-Galagos (Sciurocheirus) kommen nur zwischen Niger und Kongo vor.
  - Allen-Galago (Sciurocheirus alleni)
  - Kamerun-Galago (Sciurocheirus cameronensis)
  - Gabun-Galago (Sciurocheirus gabonensis)
  - Makande-Buschwaldgalago (Sciurocheirus makandensis)